# Arie van der Krogt
Arie van der Krogt (Zoeterwoude, 27 januari 1952) is een Rotterdams ambtenaar, dichter, vertaler, zanger en liedjesschrijver die onder meer bekend is om zijn vertaling van de 154 sonnetten van Shakespeare.
In Rotterdam is Van der Krogt stedenbouwkundige bij de gemeente en hij staat daar bekend als een zanger die op een kritische manier liedjes maakt over de stad. Zo bezingt hij op zijn tweede cd, Zouwe de touwe 't houwe uit 1997, onder meer het Rotterdamse Schouwburgplein. Zijn liedteksten zijn in 2007 in boekvorm verschenen bij uitgeverij Ad. Donker, onder de titel Rotterdam van feest tot feest.
Als dichter vestigde hij de aandacht op zich met zijn vertaling van Shakespeares sonnetten en de liefdessonnetten van Christina Rossetti. Hij vertaalde ook gedichten van de Engelse metafysche dichter George Herbert, die werden uitgegeven door "de Zaak Akkerman" onder de titel De God van Herbert.

## Werk

### Boeken
- Atlas Kralingen - ondertitel 2,5 km² geschiedenis, Uitgeverij Thoth, 2012
- De zin van het leven, Uitgeverij Thoth, 2007
- Liefdessonnetten (vertaling van de sonnetten van Christina Rossetti, samen met Renee Delhez), Uitgeverij Donker, 2004
- Sonnetten (vertaling van de sonnetten van Shakespeare), Uitgeverij Donker, 1997

### Cd's
- Opgerolde mouwen
- Zouwe de touwe het houwe
- Alles van Rotterdam, Alles van Arie van der Krogt